# Хёрстель
Хёрстель (нем. Hörstel) — город в Германии, в земле Северный Рейн-Вестфалия.
Подчинён административному округу Мюнстер. Входит в состав района Штайнфурт.  Население составляет 19 883 человека (на 31 декабря 2010 года). Занимает площадь 107,32 км². Официальный код  —  05 5 66 016.
Город подразделяется на 4 городских района.